# GP3-Serie 2011
Die GP3-Serie 2011 war die zweite Saison der GP3-Serie. Es gab 16 Rennen, die Meisterschaft begann am 7. Mai 2011 in Istanbul und endete am 11. September 2011 in Monza. Valtteri Bottas gewann die Fahrerwertung und Lotus ART die Teamwertung.

## Teams und Fahrer
Alle Teams und Fahrer verwendeten das Dallara-Chassis GP3/10, Motoren von Renault und Reifen von Pirelli.
| Bild                 | Team                  | Auto #                 | Fahrer              | Rennwochenende | Quelle |
| -------------------- | --------------------- | ---------------------- | ------------------- | -------------- | ------ |
|                      | Lotus ART             | 01                     | Pedro Nunes         | 1–6            |        |
| Richie Stanaway      | Lotus ART             | 01                     | 7, 8                | [ 1 ]          |        |
| 02                   | Lotus ART             | Valtteri Bottas        | Alle                | [ 2 ]          |        |
| 03                   | Lotus ART             | James Calado           | Alle                | [ 3 ]          |        |
|                      | Status Grand Prix     | 04                     | Alexander Sims      | Alle           | [ 4 ]  |
| 05                   | Status Grand Prix     | António Félix da Costa | Alle                | [ 5 ]          |        |
| 06                   | Status Grand Prix     | Iwan Lukaschewitsch    | Alle                |                |        |
|                      | Jenzer Motorsport     | 07                     | Nico Müller         | Alle           |        |
| 08                   | Jenzer Motorsport     | Maxim Simin            | Alle                | [ 6 ]          |        |
| 09                   | Jenzer Motorsport     | Vittorio Ghirelli      | 1–6                 |                |        |
| 09                   | Jenzer Motorsport     | Alex Fontana           | 7                   | [ 7 ]          |        |
| 09                   | Jenzer Motorsport     | Christophe Hurni       | 8                   | [ 8 ]          |        |
|                      | Marussia Manor Racing | 10                     | Adrian Quaife-Hobbs | Alle           |        |
| 11                   | Marussia Manor Racing | Rio Haryanto           | Alle                |                |        |
| 12                   | Marussia Manor Racing | Matias Laine           | Alle                |                |        |
|                      | Carlin                | 14                     | Conor Daly          | Alle           | [ 9 ]  |
| 15                   | Carlin                | Tom Dillmann           | 1                   |                |        |
| 15                   | Carlin                | Daniel Morad           | 2–4                 | [ 10 ]         |        |
| 15                   | Carlin                | Callum MacLeod         | 5–8                 |                |        |
| 16                   | Carlin                | Leonardo Cordeiro      | Alle                | [ 11 ]         |        |
| Tech 1 Racing        | Tech 1 Racing         | 17                     | Aaro Vainio         | Alle           | [ 12 ] |
| Tech 1 Racing        | Tech 1 Racing         | 18                     | Andrea Caldarelli   | 1, 2           |        |
| Tech 1 Racing        | Tech 1 Racing         | 18                     | Thomas Hylkema      | 3–8            | [ 13 ] |
| Tech 1 Racing        | Tech 1 Racing         | 19                     | Tamás Pál Kiss      | Alle           |        |
| Atech CRS Grand Prix | Atech CRS Grand Prix  | 20                     | Marlon Stöckinger   | Alle           | [ 14 ] |
| Atech CRS Grand Prix | Atech CRS Grand Prix  | 21                     | Nick Yelloly        | Alle           |        |
| Atech CRS Grand Prix | Atech CRS Grand Prix  | 22                     | Zoël Amberg         | Alle           | [ 15 ] |
| Addax Team           | Addax Team            | 23                     | Dominic Storey      | 1, 2           |        |
| Addax Team           | Addax Team            | 23                     | Tom Dillmann        | 3–8            |        |
| Addax Team           | Addax Team            | 24                     | Gabby Chaves        | Alle           |        |
| Addax Team           | Addax Team            | 25                     | Dean Smith          | 1–7            |        |
| Addax Team           | Addax Team            | 25                     | Vittorio Ghirelli   | 8              | [ 16 ] |
|                      | MW Arden              | 26                     | Mitch Evans         | Alle           | [ 17 ] |
| 27                   | MW Arden              | Simon Trummer          | Alle                | [ 18 ]         |        |
| 28                   | MW Arden              | Lewis Williamson       | Alle                | [ 19 ]         |        |
|                      | RSC Mücke Motorsport  | 29                     | Luciano Bacheta     | 1–6            |        |
| Daniel Mancinelli    | RSC Mücke Motorsport  | 29                     | 7, 8                | [ 20 ]         |        |
| 30                   | RSC Mücke Motorsport  | Michael Christensen    | Alle                | [ 21 ]         |        |
| 31                   | RSC Mücke Motorsport  | Nigel Melker           | Alle                | [ 22 ]         |        |

### Änderungen bei den Fahrern
Die folgende Auflistung enthält alle Fahrer, die an der GP3-Serie 2010 teilgenommen haben und in der Saison 2011 nicht für dasselbe Team wie 2010 starteten.
Fahrer, die ihr Team gewechselt haben:
- Michael Christensen: MW Arden → RSC Mücke Motorsport
- Leonardo Cordeiro: MW Arden → Carlin
- António Félix da Costa: Carlin → Status Grand Prix
- Vittorio Ghirelli: Atech CRS Grand Prix → Jenzer Motorsport
- Daniel Morad: Status Grand Prix → Carlin
- Dean Smith: Carlin → Addax Team
- Simon Trummer: Jenzer Motorsport → MW Arden

Fahrer, die in die GP3-Serie einsteigen:
- Zoël Amberg: Schweizerische Formel Renault (Jenzer Motorsport) → Atech CRS Grand Prix
- Luciano Bacheta: Formel Renault 2.0 Eurocup (Interwetten Junior Team) → RSC Mücke Motorsport
- Valtteri Bottas: Formel-3-Euroserie (ART Grand Prix) → Lotus ART
- James Calado: Britische Formel-3-Meisterschaft (Carlin) → Lotus ART
- Andrea Caldarelli: Italienische Formel-3-Meisterschaft (Prema Junior) → Tech 1 Racing
- Gabby Chaves: Italienische Formel-3-Meisterschaft (EuroInternational) → Addax Team
- Conor Daly: Star Mazda Series (Juncos Racing) → Carlin
- Tom Dillmann: Deutscher Formel-3-Cup (HS Technik) → Carlin
- Mitch Evans: Toyota Racing Series (Giles Motorsport) → MW Arden
- Alex Fontana: Italienische Formel-3-Meisterschaft (Corbetta Competizioni) → Jenzer Motorsport
- Christophe Hurni: Mitteleuropäische Formel Renault (Sports-Promotion) → Jenzer Motorsport
- Thomas Hylkema: Britische Formel Renault (Manor Competition) → Tech 1 Racing
- Matias Laine: Formel-3-Euroserie (Motopark Academy) → Marussia Manor Racing
- Tamás Pál Kiss: Britische Formel Renault (Atech Grand Prix) → Tech 1 Racing
- Callum MacLeod: European F3 Open (Team West-Tec) → Carlin
- Daniel Mancinelli: Italienische Formel-3-Meisterschaft (Team Ghinzani) → RSC Mücke Motorsport
- Maxim Simin: Formel Abarth (Jenzer Motorsport) → Jenzer Motorsport
- Alexander Sims: Formel-3-Euroserie (ART Grand Prix) → Status Grand Prix
- Richie Stanaway: ADAC-Formel-Masters (Ma-con Motorsport) → Lotus ART
- Marlon Stöckinger: Britische Formel Renault (Atech Grand Prix) → Atech CRS Grand Prix
- Dominic Storey: Auszeit → Addax Team
- Aaro Vainio: Formel Renault 2.0 Eurocup (Tech 1 Racing) → Tech 1 Racing
- Lewis Williamson: Britische Formel Renault (Manor Competition) → MW Arden
- Nick Yelloly: Britische Formel Renault (Atech Grand Prix) → Atech CRS Grand Prix

Fahrer, die die GP3-Serie verlassen haben:
- Michail Aljoschin: Carlin → Deutscher Formel-3-Cup (Stromos ArtLine)
- Marco Barba: Jenzer Motorsport → Auto GP (Campos Racing)
- Mirko Bortolotti: Addax Team → FIA-Formel-2-Meisterschaft
- Stefano Coletti: Tech 1 Racing → GP2-Serie (Trident Racing)
- Lucas Foresti: Carlin → Britische Formel-3-Meisterschaft (Fortec Motorsport)
- Felipe Guimarães: Addax Team → Auszeit
- Esteban Gutiérrez: ART Grand Prix → GP2-Serie (Lotus ART)
- Tobias Hegewald: RSC Mücke Motorsport → FIA-Formel-2-Meisterschaft
- James Jakes: Manor Racing → IndyCar Series (Dale Coyne Racing)
- Daniel Juncadella: Tech 1 Racing → Formel-3-Euroserie (Prema Powerteam)
- Roberto Merhi: Atech CRS GP → Formel-3-Euroserie (Prema Powerteam)
- Miki Monras: MW Arden → FIA-Formel-2-Meisterschaft
- Josef Newgarden: Carlin → Indy Lights (Sam Schmidt Motorsports)
- Oliver Oakes: Atech CRS GP → Auszeit
- Jim Pla: Tech 1 Racing → Auszeit
- Patrick Reiterer: Atech CRS GP → Auszeit
- Alexander Rossi: ART Grand Prix → World Series by Renault (Fortec Motorsport)
- Pablo Sánchez López: Addax Team → Auszeit
- Doru Sechelariu: Tech 1 Racing → Auszeit
- Adrien Tambay: Manor Racing → Auto GP (DAMS)
- Pål Varhaug: Jenzer Motorsport → GP2-Serie (DAMS)
- Jean-Éric Vergne: Tech 1 Racing → World Series by Renault (Carlin)
- Robert Wickens: Status Grand Prix → World Series by Renault (Carlin)
- Renger van der Zande: RSC Mücke Motorsport → DTM (Persson Motorsport)

### Änderungen während der Saison
- Bereits vorm Saisonauftakt kam es zu zwei Fahrerwechseln. Zwar wurde Doru Sechelariu im Februar von Tech 1 Racing unter Vertrag genommen, Anfang April bestätigte der Rennstall jedoch ein Fahrertrio, dem er nicht angehörte. In der Woche vor dem Saisonauftakt verlor auch Willi Steindl, der bereits seit November 2010 bei RSC Mücke Motorsport unter Vertrag war,[23] sein Cockpit an Luciano Bacheta. Beide Piloten hatten bereits Testfahrten für die Teams absolviert.
- Carlin wechselte zum zweiten Rennwochenende einen Piloten. Tom Dillmann wurde für drei Rennwochenenden durch Daniel Morad und anschließend durch Callum MacLeod ersetzt.[10] Dillmann pausierte das zweite Rennwochenende und trat seit dem dritten Rennwochenende für das Addax Team an. Dort ersetzte er Dominic Storey.
- Andrea Caldarelli wurde von Tech 1 Racing zum dritten Rennwochenende durch Thomas Hylkema ersetzt, da er in die Formel Nippon gewechselt war.
- Zum Rennwochenende in Spa-Francorchamps kam es zu mehreren Wechseln: Richie Stanaway löste Pedro Nunes bei Lotus ART ab, Alex Fontana löste Vittorio Ghirelli bei Jenzer Motorsport ab und Daniel Mancinelli löste Luciano Bacheta bei RSC Mücke Motorsport ab. Stanaway führte zu diesem Zeitpunkt den deutschen Formel-3-Cup und Fontana die European F3 Open an.
- Beim finalen Rennwochenende in Monza gab Christophe Hurni für Jenzer Motorsport als Ersatz für Alex Fontana sein GP3-Debüt. Im Alter von 48 Jahren wurde Hurni damit zum bisher ältesten GP3-Fahrer.

## Rennkalender
Der Rennkalender wurde am 18. Januar 2011 veröffentlicht. Es fanden acht Rennwochenenden statt, es befanden sich alle Veranstaltungen im Rahmenprogramm der Formel-1-Weltmeisterschaft. Im Vergleich zum Vorjahr flog Hockenheim raus, neu hinzu kam Nürburg. Ein geplantes Rennwochenende in Monte Carlo musste aus Platzmangel an der Rennstrecke abgesagt werden.
| Nr. | Datum         | Rennstrecke                                      | Sieger                 | Zweiter             | Dritter             | Pole-Position       | Schnellste Rennrunde |
| --- | ------------- | ------------------------------------------------ | ---------------------- | ------------------- | ------------------- | ------------------- | -------------------- |
| 01. | 07. Mai       | Istanbul Park Circuit (Istanbul)                 | Nigel Melker           | Andrea Caldarelli   | Tom Dillmann        | Tom Dillmann        | Andrea Caldarelli    |
| 02. | 08. Mai       | Istanbul Park Circuit (Istanbul)                 | Alexander Sims         | Michael Christensen | Nigel Melker        |                     | Alexander Sims       |
| 03. | 21. Mai       | Circuit de Barcelona-Catalunya (Montmeló)        | Mitch Evans            | James Calado        | Aaro Vainio         | Mitch Evans         | Valtteri Bottas      |
| 04. | 22. Mai       | Circuit de Barcelona-Catalunya (Montmeló)        | Tamás Pál Kiss         | Nigel Melker        | Dean Smith          |                     | Andrea Caldarelli    |
| 0–. | 28. Mai       | Circuit de Monaco (Monte Carlo)                  | Abgesagt               | Abgesagt            | Abgesagt            | Abgesagt            | Abgesagt             |
| 0–. | 29. Mai       | Circuit de Monaco (Monte Carlo)                  | Abgesagt               | Abgesagt            | Abgesagt            | Abgesagt            | Abgesagt             |
| 05. | 25. Juni      | Valencia Street Circuit (Valencia)               | Adrian Quaife-Hobbs    | Lewis Williamson    | Mitch Evans         | Lewis Williamson    | Adrian Quaife-Hobbs  |
| 06. | 26. Juni      | Valencia Street Circuit (Valencia)               | James Calado           | Alexander Sims      | Valtteri Bottas     |                     | James Calado         |
| 07. | 09. Juli      | Silverstone Circuit (Silverstone)                | Nico Müller            | Alexander Sims      | Nick Yelloly        | Adrian Quaife-Hobbs | Alexander Sims       |
| 08. | 10. Juli      | Silverstone Circuit (Silverstone)                | Lewis Williamson       | Dean Smith          | Alexander Sims      |                     | Adrian Quaife-Hobbs  |
| 09. | 23. Juli      | Nürburgring (Nürburg)                            | Rio Haryanto           | Lewis Williamson    | Valtteri Bottas     | Mitch Evans         | Alexander Sims       |
| 10. | 24. Juli      | Nürburgring (Nürburg)                            | Valtteri Bottas        | Alexander Sims      | Nigel Melker        |                     | Nigel Melker         |
| 11. | 30. Juli      | Hungaroring (Mogyoród)                           | Valtteri Bottas        | Michael Christensen | Adrian Quaife-Hobbs | Valtteri Bottas     | Michael Christensen  |
| 12. | 31. Juli      | Hungaroring (Mogyoród)                           | Rio Haryanto           | Valtteri Bottas     | James Calado        |                     | Nigel Melker         |
| 13. | 27. August    | Circuit de Spa-Francorchamps (Spa-Francorchamps) | Valtteri Bottas        | James Calado        | Nigel Melker        | James Calado        | Valtteri Bottas      |
| 14. | 28. August    | Circuit de Spa-Francorchamps (Spa-Francorchamps) | Richie Stanaway        | James Calado        | Nico Müller         |                     | James Calado         |
| 15. | 10. September | Autodromo Nazionale di Monza (Monza)             | Valtteri Bottas        | James Calado        | Rio Haryanto        | Adrian Quaife-Hobbs | Rio Haryanto         |
| 16. | 11. September | Autodromo Nazionale di Monza (Monza)             | António Félix da Costa | Rio Haryanto        | Nico Müller         |                     | Callum MacLeod       |

## Wertungen

### Punktesystem
Beim Hauptrennen (HAU) bekamen die ersten Acht des Rennens 10, 8, 6, 5, 4, 3, 2 bzw. 1 Punkt(e). Beim Sprintrennen (SPR) erhielten die ersten Sechs des Rennens 6, 5, 4, 3, 2 bzw. 1 Punkt(e). Zusätzlich erhielt der Gewinner des Qualifyings, der im Hauptrennen von der Pole-Position startete, zwei Punkte. Der Fahrer, der von den ersten zehn klassifizierten Fahrern die schnellste Rennrunde erzielte, erhielt einen Punkt.
| Punkteverteilung | Punkteverteilung | Punkteverteilung | Punkteverteilung | Punkteverteilung | Punkteverteilung | Punkteverteilung | Punkteverteilung | Punkteverteilung | Punkteverteilung | Punkteverteilung | Punkteverteilung | Punkteverteilung |
| ---------------- | ---------------- | ---------------- | ---------------- | ---------------- | ---------------- | ---------------- | ---------------- | ---------------- | ---------------- | ---------------- | ---------------- | ---------------- |
| Platz            | 1                | 2                | 3                | 4                | 5                | 6                | 7                | 8                | 9                | 10               | PP               | SR               |
| Hauptrennen      | 10               | 8                | 6                | 5                | 4                | 3                | 2                | 1                | 0                | 0                | 2                | 1                |
| Sprintrennen     | 6                | 5                | 4                | 3                | 2                | 1                | 0                | 0                | 0                | 0                | –                | 1                |

### Fahrerwertung
| Pos. | Fahrer            | TUR | TUR | ESP | ESP | ESP | ESP | GBR | GBR | GER | GER | HUN | HUN | BEL | BEL | ITA | ITA | Punkte |
| Pos. | Fahrer            | HAU | SPR | HAU | SPR | HAU | SPR | HAU | SPR | HAU | SPR | HAU | SPR | HAU | SPR | HAU | SPR | Punkte |
| ---- | ----------------- | --- | --- | --- | --- | --- | --- | --- | --- | --- | --- | --- | --- | --- | --- | --- | --- | ------ |
| 01   | V. Bottas         | 4   | 8   | 10  | 7   | 7   | 3   | 15  | 12  | 3   | 1   | 1   | 2   | 1   | 19  | 1   | 17  | 62     |
| 02   | J. Calado         | 17  | 13  | 2   | 21  | 8   | 1   | 6   | 5   | 4   | 6   | 25  | 3   | 2   | 2   | 2   | 14  | 55     |
| 03   | N. Melker         | 1   | 3   | 6   | 2   | DNF | 19  | DNF | 8   | 10  | 3   | 8   | 4   | 3   | DNF | 9   | DNF | 38     |
| 04   | N. Müller         | 11  | 15  | 5   | DNF | DNF | 14  | 1   | 11  | 15  | 7   | 4   | 5   | 7   | 3   | 4   | 3   | 36     |
| 05   | A. Quaife-Hobbs   | 24  | 16  | 11  | 23  | 1   | 8   | 4   | 15  | 5   | DNF | 3   | 10  | 4   | DNF | DNF | 6   | 36     |
| 06   | A. Sims           | 8   | 1   | DNF | DNF | 6   | 2   | 2   | 3   | 12  | 2   | DSQ | 9   | DNF | DNF | 21* | DNF | 34     |
| 07   | R. Haryanto       | 26  | 10  | 20  | 11  | 19  | 22* | 10  | 4   | 1   | 10  | 9   | 1   | 12  | 9   | 3   | 2   | 31     |
| 08   | L. Williamson     | DNF | 20  | 14  | 9   | 2   | 6   | 7   | 1   | 2   | 14  | 6   | DNF | 9   | DNS | 18  | 10  | 31     |
| 09   | M. Evans          | 6   | 7   | 1   | 5   | 3   | 4   | 9   | DNF | 19  | 22  | DNF | 24* | 11  | DNF | 8   | DNF | 29     |
| 10   | A. Caldarelli     | 2   | 5   | 4   | 4   |     |     |     |     |     |     |     |     |     |     |     |     | 20     |
| 11   | M. Christensen    | 7   | 2   | 18  | 12  | DNF | DNF | DNF | 13  | 26* | 12  | 2   | 13  | 15  | 4   | 12  | 11  | 19     |
| 12   | D. Smith          | 9   | 6   | 7   | 3   | 5   | 11  | 8   | 2   | 24  | DNF | 24  | 19  | 20  | 20  |     |     | 18     |
| 13   | A. Félix da Costa | 5   | 4   | 12  | 17  | DNF | 20* | 19  | 9   | 28  | DNF | 11  | 6   | DNF | 11  | 7   | 1   | 16     |
| 14   | T. Dillmann       | 3   | 9   |     |     | 20  | DNF | DNF | 25* | 22  | 5   | 7   | 22  | 6   | DNF | DNF | 9   | 15     |
| 15   | A. Vainio         | 15  | DNF | 3   | 20  | DNF | DNF | 11  | 18  | 7   | 13  | 5   | 7   | 13  | DNF | 22* | 8   | 12     |
| 16   | T. Pál Kiss       | 16  | 18  | 8   | 1   | 16  | 13  | DNF | 20  | 8   | 4   | 10  | 20  | 17  | 14  | DNF | 12  | 11     |
| 17   | C. Daly           | 21  | 25  | 21  | 22  | 12  | 7   | 13  | 7   | 6   | 8   | 13  | 11  | 5   | 7   | 6   | DNF | 10     |
| 18   | S. Trummer        | 19  | 21  | 27  | 25* | DNF | DNF | 12  | 10  | 9   | 16  | 16  | 12  | 19  | 5   | 5   | 4   | 9      |
| 19   | G. Chaves         | 10  | 12  | 13  | 6   | 4   | 5   | DNF | 14  | 27* | 17  | 23  | DNF | 16  | 16  | 17  | 7   | 8      |
| 20   | R. Stanaway       |     |     |     |     |     |     |     |     |     |     |     |     | 8   | 1   | 10  | 19  | 7      |
| 21   | N. Yelloly        | 13  | 11  | 25  | 18  | 9   | 12  | 3   | 6   | 16  | 9   | 21  | DNF | DNF | 13  | DNF | DNF | 7      |
| 22   | L. Bacheta        | DNF | 19  | 22  | 16  | 18  | 10  | 5   | 19  | 25  | 25  | 17  | DNF |     |     |     |     | 4      |
| 23   | C. MacLeod        |     |     |     |     |     |     |     |     | 29  | 21  | 26  | 18  | DNF | DNF | 11  | 5   | 3      |
| 24   | A. Fontana        |     |     |     |     |     |     |     |     |     |     |     |     | 14  | 6   |     |     | 1      |
| 25   | V. Ghirelli       | 25  | DNF | 9   | 8   | 13  | 9   | 14  | 22  | 13  | 11  | 22  | DNF |     |     | DNF | 18  | 0      |
| 26   | I. Lukaschewitsch | 14  | 24  | 17  | 13  | DNF | DNF | 18  | 24  | 11  | 18  | 28  | 23  | 10  | 8   | DNF | DNF | 0      |
| 27   | M. Simin          | 23  | 17  | DNF | 19  | DNF | 21* | DSQ | EX  | 20  | 15  | 19  | 8   | DNF | 15  | DNF | 16  | 0      |
| 28   | Z. Amberg         | 12  | 14  | 16  | 10  | 11  | 18  | DNF | 16  | 21  | 20  | 15  | 16  | DNF | 12  | DNF | DNF | 0      |
| 29   | M. Stöckinger     | DNF | 23  | 26  | DNF | 14  | 16  | 16  | DNF | DNF | DNS | 12  | 17  | DNF | 10  | 19  | 13  | 0      |
| 30   | L. Cordeiro       | DNF | 22  | 23  | 15  | 10  | 17  | 17  | 23  | 17  | 19  | 20  | 15  | 21  | 18  | 13  | DNF | 0      |
| 31   | M. Laine          | 18  | DNF | 19  | 24  | 17  | DNF | DNF | DNF | 14  | 23  | 14  | 21  | 18  | DNF | 20  | DNF | 0      |
| 32   | P. Nunes          | 22  | 26  | 15  | 26* | DNF | 15  | DNF | 17  | 23  | DNF | 18  | 14  |     |     |     |     | 0      |
| 33   | D. Morad          |     |     | 24  | 14  | 15  | DNF | DNS | DNS |     |     |     |     |     |     |     |     | 0      |
| 34   | T. Hylkema        |     |     |     |     | DNF | DNF | 20  | 21  | 18  | 24* | 27  | DNF | 22  | 21  | 14  | DNF | 0      |
| 35   | D. Mancinelli     |     |     |     |     |     |     |     |     |     |     |     |     | DNF | 17  | 15  | 15  | 0      |
| 36   | C. Hurni          |     |     |     |     |     |     |     |     |     |     |     |     |     |     | 16  | 20  | 0      |
| 37   | D. Storey         | 20  | DNF | DNF | 27* |     |     |     |     |     |     |     |     |     |     |     |     | 0      |
| Pos. | Fahrer            | HAU | SPR | HAU | SPR | HAU | SPR | HAU | SPR | HAU | SPR | HAU | SPR | HAU | SPR | HAU | SPR | Punkte |
| Pos. | Fahrer            | TUR | TUR | ESP | ESP | ESP | ESP | GBR | GBR | GER | GER | HUN | HUN | BEL | BEL | ITA | ITA | Punkte |

| Legende  | Legende            | Legende                                                          |
| Farbe    | Abkürzung          | Bedeutung                                                        |
| -------- | ------------------ | ---------------------------------------------------------------- |
| Gold     | –                  | Sieg                                                             |
| Silber   | –                  | 2. Platz                                                         |
| Bronze   | –                  | 3. Platz                                                         |
| Grün     | –                  | Platzierung in den Punkten                                       |
| Blau     | –                  | Klassifiziert außerhalb der Punkteränge                          |
| Violett  | DNF                | Rennen nicht beendet (did not finish)                            |
| Violett  | NC                 | nicht klassifiziert (not classified)                             |
| Rot      | DNQ                | nicht qualifiziert (did not qualify)                             |
| Rot      | DNPQ               | in Vorqualifikation gescheitert (did not pre-qualify)            |
| Schwarz  | DSQ                | disqualifiziert (disqualified)                                   |
| Weiß     | DNS                | nicht am Start (did not start)                                   |
| Weiß     | WD                 | zurückgezogen (withdrawn)                                        |
| Hellblau | PO                 | nur am Training teilgenommen (practiced only)                    |
| Hellblau | TD                 | Freitags-Testfahrer (test driver)                                |
| ohne     | DNP                | nicht am Training teilgenommen (did not practice)                |
| ohne     | INJ                | verletzt oder krank (injured)                                    |
| ohne     | EX                 | ausgeschlossen (excluded)                                        |
| ohne     | DNA                | nicht erschienen (did not arrive)                                |
| ohne     | C                  | Rennen abgesagt (cancelled)                                      |
| ohne     | keine WM-Teilnahme |                                                                  |
| sonstige | P/fett             | Pole-Position                                                    |
| sonstige | 1/2/3/4/5/6/7/8    | Punktplatzierung im Sprint-/Qualifikationsrennen                 |
| sonstige | SR/kursiv          | Schnellste Rennrunde                                             |
| sonstige | *                  | nicht im Ziel, aufgrund der zurückgelegten Distanz aber gewertet |
| sonstige | ()                 | Streichresultate                                                 |
| sonstige | unterstrichen      | Führender in der Gesamtwertung                                   |

### Teamwertung
| Pos. | Team                  | Auto # | TUR | TUR | ESP | ESP | ESP | ESP | GBR | GBR | GER | GER | HUN | HUN | BEL | BEL | ITA | ITA | Punkte |
| Pos. | Team                  | Auto # | HAU | SPR | HAU | SPR | HAU | SPR | HAU | SPR | HAU | SPR | HAU | SPR | HAU | SPR | HAU | SPR | Punkte |
| ---- | --------------------- | ------ | --- | --- | --- | --- | --- | --- | --- | --- | --- | --- | --- | --- | --- | --- | --- | --- | ------ |
| 01   | Lotus ART             | 01     | 22  | 26  | 15  | 26* | DNF | 15  | DNF | 17  | 23  | DNF | 18  | 14  | 8   | 1   | 10  | 19  | 124    |
| 01   | Lotus ART             | 02     | 4   | 8   | 10  | 7   | 7   | 3   | 15  | 12  | 3   | 1   | 1   | 2   | 1   | 19  | 1   | 17  | 124    |
| 01   | Lotus ART             | 03     | 17  | 13  | 2   | 21  | 8   | 1   | 6   | 5   | 4   | 6   | 25  | 3   | 2   | 2   | 2   | 14  | 124    |
| 02   | MW Arden              | 26     | 6   | 7   | 1   | 5   | 3   | 4   | 9   | DNF | 19  | 22  | DNF | 24* | 11  | DNF | 8   | DNF | 69     |
| 02   | MW Arden              | 27     | 19  | 21  | 27  | 25* | DNF | DNF | 12  | 10  | 9   | 16  | 16  | 12  | 19  | 5   | 5   | 4   | 69     |
| 02   | MW Arden              | 28     | DNF | 20  | 14  | 9   | 2   | 6   | 7   | 1   | 2   | 14  | 6   | DNF | 9   | DNS | 18  | 10  | 69     |
| 03   | Marussia Manor Racing | 10     | 24  | 16  | 11  | 23  | 1   | 8   | 4   | 15  | 5   | DNF | 3   | 10  | 4   | DNF | DNF | 6   | 67     |
| 03   | Marussia Manor Racing | 11     | 26  | 10  | 20  | 11  | 19  | 22* | 10  | 4   | 1   | 10  | 9   | 1   | 12  | 9   | 3   | 2   | 67     |
| 03   | Marussia Manor Racing | 12     | 18  | DNF | 19  | 24  | 17  | DNF | DNF | DNF | 14  | 23  | 14  | 21  | 18  | DNF | 20  | DNF | 67     |
| 04   | RSC Mücke Motorsport  | 29     | DNF | 19  | 29  | 16  | 18  | 10  | 5   | 19  | 25  | 25  | 17  | DNF | DNF | 17  | 15  | 15  | 61     |
| 04   | RSC Mücke Motorsport  | 30     | 7   | 2   | 18  | 12  | DNF | DNF | DNF | 13  | 26* | 12  | 2   | 13  | 15  | 4   | 12  | 11  | 61     |
| 04   | RSC Mücke Motorsport  | 31     | 1   | 3   | 6   | 2   | DNF | 19  | DNF | 8   | 10  | 3   | 8   | 4   | 3   | DNF | 9   | DNF | 61     |
| 05   | Status Grand Prix     | 04     | 8   | 1   | DNF | DNF | 6   | 2   | 2   | 3   | 12  | 2   | DSQ | 9   | DNF | DNF | 21* | DNF | 50     |
| 05   | Status Grand Prix     | 05     | 5   | 4   | 12  | 17  | DNF | 20* | 19  | 9   | 28  | DNF | 11  | 6   | DNF | 11  | 7   | 1   | 50     |
| 05   | Status Grand Prix     | 06     | 14  | 24  | 17  | 13  | DNF | DNF | 18  | 24  | 11  | 18  | 28  | 23  | 10  | 8   | DNF | DNF | 50     |
| 06   | Tech 1 Racing         | 17     | 15  | DNF | 3   | 20  | DNF | DNF | 11  | 18  | 7   | 13  | 5   | 7   | 13  | DNF | 22* | 8   | 43     |
| 06   | Tech 1 Racing         | 18     | 2   | 5   | 4   | 4   | DNF | DNF | 20  | 21  | 18  | 24* | 27  | DNF | 22  | 21  | 14  | DNF | 43     |
| 06   | Tech 1 Racing         | 19     | 19  | 18  | 8   | 1   | 16  | 13  | DNF | 20  | 8   | 4   | 10  | 20  | 17  | 14  | DNF | 12  | 43     |
| 07   | Jenzer Motorsport     | 07     | 11  | 15  | 5   | DNF | DNF | 14  | 1   | 11  | 15  | 7   | 4   | 5   | 7   | 3   | 4   | 3   | 37     |
| 07   | Jenzer Motorsport     | 08     | 23  | 17  | DNF | 19  | DNF | 21* | DSQ | EX  | 20  | 15  | 19  | 8   | DNF | 15  | DNF | 16  | 37     |
| 07   | Jenzer Motorsport     | 09     | 25  | DNF | 9   | 8   | 13  | 9   | 14  | 22  | 13  | 11  | 22  | DNF | 14  | 6   | 16  | 20  | 37     |
| 08   | Addax Team            | 23     | 20  | DNF | DNF | 27* | 20  | DNF | DNF | 25* | 22  | 5   | 7   | 22  | 6   | DNF | DNF | 9   | 33     |
| 08   | Addax Team            | 24     | 10  | 12  | 13  | 6   | 4   | 5   | DNF | 14  | 27  | 17  | 23  | DNF | 16  | 16  | 17  | 7   | 33     |
| 08   | Addax Team            | 25     | 9   | 6   | 7   | 3   | 5   | 11  | 8   | 2   | 24  | DNF | 24  | 19  | 20  | 20  | DNF | 18  | 33     |
| 09   | Carlin                | 14     | 21  | 25  | 21  | 22  | 12  | 7   | 13  | 7   | 6   | 8   | 13  | 11  | 5   | 7   | 6   | DNF | 21     |
| 09   | Carlin                | 15     | 3   | 9   | 24  | 14  | 15  | DNF | DNS | DNS | 29  | 21  | 26  | 18  | DNF | DNF | 11  | 5   | 21     |
| 09   | Carlin                | 16     | DNF | 22  | 23  | 15  | 10  | 17  | 17  | 23  | 17  | 19  | 20  | 15  | 21  | 18  | 13  | DF  | 21     |
| 10   | Atech CRS Grand Prix  | 20     | DNF | 23  | 26  | DNF | 14  | 16  | 16  | DNF | DNF | DNS | 12  | 17  | DNF | 10  | 19  | 13  | 7      |
| 10   | Atech CRS Grand Prix  | 21     | 13  | 11  | 25  | 18  | 9   | 12  | 3   | 6   | 16  | 9   | 21  | DNF | DNF | 13  | DNF | DNF | 7      |
| 10   | Atech CRS Grand Prix  | 22     | 12  | 14  | 16  | 10  | 11  | 18  | DNF | 16  | 21  | 20  | 15  | 16  | DNF | 12  | DNF | DNF | 7      |
| Pos. | Team                  | Auto # | HAU | SPR | HAU | SPR | HAU | SPR | HAU | SPR | HAU | SPR | HAU | SPR | HAU | SPR | HAU | SPR | Punkte |
| Pos. | Team                  | Auto # | TUR | TUR | ESP | ESP | ESP | ESP | GBR | GBR | GER | GER | HUN | HUN | BEL | BEL | ITA | ITA | Punkte |

| Legende  | Legende            | Legende                                                          |
| Farbe    | Abkürzung          | Bedeutung                                                        |
| -------- | ------------------ | ---------------------------------------------------------------- |
| Gold     | –                  | Sieg                                                             |
| Silber   | –                  | 2. Platz                                                         |
| Bronze   | –                  | 3. Platz                                                         |
| Grün     | –                  | Platzierung in den Punkten                                       |
| Blau     | –                  | Klassifiziert außerhalb der Punkteränge                          |
| Violett  | DNF                | Rennen nicht beendet (did not finish)                            |
| Violett  | NC                 | nicht klassifiziert (not classified)                             |
| Rot      | DNQ                | nicht qualifiziert (did not qualify)                             |
| Rot      | DNPQ               | in Vorqualifikation gescheitert (did not pre-qualify)            |
| Schwarz  | DSQ                | disqualifiziert (disqualified)                                   |
| Weiß     | DNS                | nicht am Start (did not start)                                   |
| Weiß     | WD                 | zurückgezogen (withdrawn)                                        |
| Hellblau | PO                 | nur am Training teilgenommen (practiced only)                    |
| Hellblau | TD                 | Freitags-Testfahrer (test driver)                                |
| ohne     | DNP                | nicht am Training teilgenommen (did not practice)                |
| ohne     | INJ                | verletzt oder krank (injured)                                    |
| ohne     | EX                 | ausgeschlossen (excluded)                                        |
| ohne     | DNA                | nicht erschienen (did not arrive)                                |
| ohne     | C                  | Rennen abgesagt (cancelled)                                      |
| ohne     | keine WM-Teilnahme |                                                                  |
| sonstige | P/fett             | Pole-Position                                                    |
| sonstige | 1/2/3/4/5/6/7/8    | Punktplatzierung im Sprint-/Qualifikationsrennen                 |
| sonstige | SR/kursiv          | Schnellste Rennrunde                                             |
| sonstige | *                  | nicht im Ziel, aufgrund der zurückgelegten Distanz aber gewertet |
| sonstige | ()                 | Streichresultate                                                 |
| sonstige | unterstrichen      | Führender in der Gesamtwertung                                   |